# Timothy McVeigh

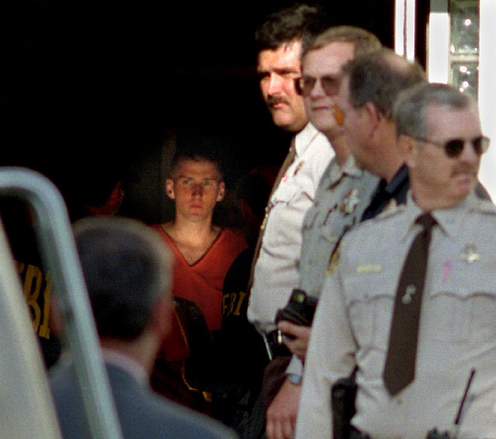
Timothy James McVeigh volt amerikai katona és biztonsági őr őrei között 1995. április 21-én a bíróságon

Timothy James McVeigh az oklahomai robbantó (Lockport, New York, 1968. április 23. – Terre Haute, Indiana, 2001. június 11.) amerikai katona és biztonsági őr, akit tizenegy különböző szövetségi bűntényben elítéltek és végül kivégeztek az 1995. április 19-ei oklahomai robbantásban betöltött szerepe miatt. A 168 életet követelő robbantás az USA történetének egészen a 2001. szeptember 11-ei terrortámadásig a legtöbb halálos áldozatot követelő merénylete volt. McVeigh a robbantással a wacói ostrom miatt akart bosszút állni, aminek során az USA szövetségi kormányzat ügynökei 76 civilt öltek meg pontosan két évvel korábban. Remélte, hogy egy forradalmat indíthat el a szerinte zsarnoki szövetségi kormánnyal szemben. Végül mind a 11 ellene felhozott vádpontban bűnösnek találták, és halálra ítélték. Kivégzését 2001-ben hajtották végre méreginjekcióval a Terre Haute-i szövetségi börtönben. Terry Nicholst és Michael Fortiert bűntársaiként szintén elítélték.